# Iannis Sturnaras
Iannis Sturnaras (grec: Γιάννης Στουρνάρας) (Atenes, 10 de desembre de 1956) és un economista grec que ha estat el ministre grec de Finances des del 5 de juliol de 2012 i és membre de la Junta de Governadors del Fons Monetari Internacional.
Sturnaras és un graduat de la Facultat de Finances de la Universitat d'Atenes, i té un mestratge i doctorat en Teoria i Política de la Universitat d'Oxford Economics. Des de 1989 ha estat professor de Macroeconomia i Política econòmica a la Universitat d'Atenes, i ha treballat com a assessor financer del Ministeri de Finances grec, que va participar en les negociacions per a l'entrada de Grècia a la Unió Monetària Europea.